# José Justino Teixeira Botelho
José Justino Teixeira Botelho (Ajuda, 9 de março de 1864 — Lisboa, 16 de janeiro de 1956), foi um oficial de Artilharia do Exército Português, onde atingiu o posto de general, diretor do Colégio Militar, escritor e historiador militar. Foi sócio da Academia das Ciências de Lisboa.

## Biografia
Nasceu na Ajuda, então concelho de Belém, filho de Francisco de Paula Botelho de Moraes Sarmento.
Foi general de Artilharia, diretor do Colégio Militar, escritor e historiador, membro da Academia das Ciências de Lisboa, membro da Academia Portuguesa da História, sócio da Sociedade de Geografia de Lisboa.
Foi professor no Colégio Militar, de que foi diretor de 1925 a 1929.
Em 1915 foi galardoado com o 1.º prémio no Concurso Literário promovido pela Comissão do Centenário da Guerra Peninsular, pela obra História Popular da Guerra Peninsular.
Foi redator da Revista Militar e colaborou em periódicos técnicos e científicos, como o Boletim do Sindicato Nacional dos Jornalistas  (1941-1945), Boletim da Academia as Ciências de Lisboa, o Boletim da Sociedade de Geografia de Lisboa, o Arquivo Ultramarino, o Mensageiro Literário (Porto), o Boletim da Sociedade Luso-Africana (Rio de Janeiro) e o Journal of the Society of Army Historical Research (Reino Unido). Também colaborou em diversos jornais, com destaque para o Diário de Notícias.

## Condecorações
- Comendador da Ordem Militar de Sant'Iago da Espada de Portugal (28 de junho de 1919)
- Grande-Oficial da Ordem Militar de Avis de Portugal (31 de dezembro de 1920)
- Grã-Cruz da Ordem Militar de Avis de Portugal (5 de outubro de 1928)
- Cruz de 2ª Classe da Ordem da Cruz Vermelha da Alemanha (2 de maio de 1930)
- Grande-Oficial da Ordem Militar de Sant'Iago da Espada de Portugal (2 de junho de 1938)
- Grã-Cruz da Ordem da Instrução Pública de Portugal (10 de maio de 1945)[3][4]